# Bartomeu Olsina
Bartomeu Olsina va ser un actor i professor d'interpretació de l'Institut del Teatre de Barcelona durant els anys 1945-1970.
Va fer diverses pel·lícules. A Companys, procés a Catalunya va ser el 1979 el primer actor a exercir el paper de Francisco Franco, menys de quatre anys després de la mort del dictador.

## Filmografia
- Companys, procés a Catalunya (1979).
- Carme i David, cuina, menjador i llit (1984)
- La rambla de les Floristes (1986)[3]

## Fons
El seu fons es conserva al Museu de les Arts Escèniques de Barcelona. L'arxiu està compost per programes de mà, fotografies, correspondència, postals, dossiers de premsa i de companyia i retalls de premsa.